# Ferrante Ferri Pasolini
Ferrante Ferri Pasolini (Longiano, 30 maggio 1812 – Longiano, 29 novembre 1887) è stato un magistrato e politico italiano, magistrato di Cassazione.

## Biografia
Laureatosi in giurisprudenza presso l'Università di Bologna si avviò alla carriera forense. Parallelamente intraprese anche il percorso nella magistratura. partecipò attivamente alla Seconda guerra d'indipendenza italiana come tenente della Guardia nazionale.
Nel gennaio 1861 si candidò alla carica di Deputato del Regno d'Italia, nel Collegio elettorale di Todi. L’esito iniziale vide la vittoria del conte Lorenzo Leony, che ottenne 123 voti; tuttavia, l’elezione fu successivamente invalidata il 28 febbraio dello stesso anno, in quanto non venne pubblicato l'avviso di votazione di ballottaggio in una sezione, la quale pertanto non si riunì. A seguito dell'annullamento, si svolsero nuove elezioni, nelle quali Ferri Pasolini risultò eletto con 189 voti.
La sua permanenza alla Camera fu però di breve durata: il 25 giugno 1861 la sua elezione fu dichiarata nulla per superamento del numero consentito di deputati appartenenti alla magistratura. Non prese parte alle successive consultazioni elettorali.
Nel giugno 1876 fu nominato presidente della Corte d'appello di Perugia.
Fu inoltre deputato all'Assemblea nazionale del Popolo delle Romagne.